# Nazionale maschile di hockey su prato dell'Austria
La nazionale di hockey su prato dell'Austria è la squadra di hockey su prato rappresentativa dell'Austria ed è posta sotto la giurisdizione della Österreichischer Hockeyverband.

## Partecipazioni

### Mondiali
- 1971-2006 – non partecipa

### Olimpiadi
- 1908 - non partecipa
- 1920 - non partecipa
- 1928 – 5º posto
- 1932 – non partecipa
- 1936 – non partecipa
- 1948 - 5º posto
- 1952 - 7º posto
- 1956-2008 - non partecipa

### Champions Trophy
- 1978-2008 – non partecipa

### EuroHockey Nations Championship
- 1970 - 11º posto
- 1974 - 15º posto
- 1978 - non partecipa
- 1983 - 11º posto
- 1987-2007 - non partecipa